# Прогрессивная партия Свазиленда
Прогрессивная партия Свазиленда (англ. Swaziland Progressive Party) была первой политической партией, основанной в Свазиленде (ныне Эсватини).

## Предыстория
В 1929 году под эгидой резидент-комиссара Британской империи была основана Прогрессивная ассоциация. В 1935 году Ассоциация насчитывала менее 100 членов. В 1939 году Ассоциация раскололась на два лагеря, в зависимости от принадлежности к народности свази. Этнический зулус из южноафриканского Питермарицбурга доктор Джон Нкуку, генеральный секретарь Объединённой христианской церкви Африки и бывший инспектор школ, стал президентом Ассоциации в 1945 году. Группа включала получившую образование западного образца интеллигенцию, противостоявшую традиционализму.

## Партия
Ассоциация была преобразована в партию в 1959—1960 годах. Возглавлял процесс Нкуку, много путешествовавший и встречавшися с европейскими и американскими политиками в надежде найти поддержку для деколонизации своей страны. Партия встала на путь борьбы за самоуправление, а затем и независимость.
В феврале 1962 года Нкуку был обвинён в диктаторских и коррупционных замашках, смещён с поста председателя партии и заменён Эмброузом (Амброзом) Зване, а в августе его членство в партии вообще было приостановлено. По итогам этого раскола 1961—1963 годов, ППС распалась на три фракции, и самая радикальная из них во главе с доктором Зване образовала новую партию — Конгресс национального освобождения Нгване, возглавивший освободительную борьбу. Нкуку же вернул себе руководство ППС, будучи назначен секретарём правительства.
Обратившись к британскому правительству с просьбой включить демократические институты в конституцию Свазиленда, ППС удалось обеспечить себе место на всеобщих выборах 1964 года в Законодательный совет Свазиленда. На тех выборах партия стала первой в стране, выдвинувшей в депутаты женщину — соучредительницу ППС Регину Твалу. Однако система способствовала поебеде свежесозданной консервативно-монархической партии Национальное движение Имбокодво, выражавшей интересы родоплеменной знати. На следующих выборах 1967 года Имбокодво монополизировала все парламентские места, а на первых выборах в уже независимом Свазиленде 1972 года Конгресс национального освобождения Нгване Зване окончательно сменил ППС в качестве ведущей силы оппозици.
Прогрессивная партия Свазиленда критиковала первую конституцию страны как разработанную реакционерами, чтобы вся система правления была «инструментом империалистов и колониалистов» и требовала аннулирования данного проекта. Однако правящая верхушка не стала придерживаться и такой конституции, и в 1973 году король Собхуза II отменил её действие и фактически вернул порядки абсолютной монархии, распустив парламент и запретив деятельность политических партий, включая ППС, которая от этого так и не оправилась.

## Программа
Программа SPP состояла из четырёх базовых пунктов:
- предоставление всеобщих избирательных прав вне зависимости от расы;
- противодействие присоединению к ЮАР;
- принятие Декларации прав человека Организации Объединенных Наций;
- интеграция белого меньшинства с чёрным большинством и прекращение расовой дискриминации[2].